# 圣乔治座堂 (金斯顿)
圣乔治座堂（St. George's Cathedral）位于加拿大安大略省金斯顿, 是圣公会安大略教区的主教座堂。

## 历史

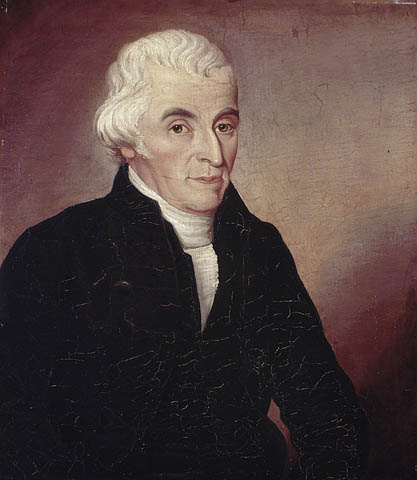
首任牧师约翰·斯图尔特

该堂始建于1792年，最初是一座木建筑，是金斯顿地区修建的第一座教堂。 牧师约翰·斯图尔特。
目前的教堂建筑建于1825年至1828年间。在1838-1840年间，建筑师威廉·科弗代尔对其进行了扩建，增加了重建的尖塔和1842年的多立克柱廊。
1862年，它升格为主教座堂。1891-1894年间修建了耳堂、唱诗堂和圆顶，但此后不久，1899年，内部被大火严重破坏。乔治·柯里（建筑师）和约瑟夫·鲍尔在1899-1900年间进行彻底的修复。